# Хамберстоун, Х. Брюс
Х. Брюс Хамберстоун (англ. H. Bruce Humberstone) (18 ноября 1901 года — 11 октября 1984 года) — американский кинорежиссёр, работавший в 1930-50-е годы.
«Не обладая чётко различимым режиссёрским стилем или определённой специализацией, Хамберстоун безо всяких проблем ставил комедии, драмы, вестерны, мелодрамы или триллеры».
К числу лучших работ Хамберстоуна 1940-х годов относятся «погруженный в тени нуаровый детектив» «Ночной кошмар» (1941) и фэнтези-комедия «Чудо-человек» (1945), а также «несколько мюзиклов в цветах Текниколор на студии „Двадцатый век Фокс“», среди них «Серенада солнечной долины» (1941), «Привет, Фриско, привет» (1943) и «Девушка с обложки» (1944).
Американскому зрителю Хамберстоун более всего известен своей работой над несколькими фильмами из серии про детектива Чарли Чена, а российскому — как режиссёр музыкального фильма «Серенада солнечной долины» с участием оркестра Гленна Миллера, которая была номинирована на три Оскара — за операторскую работу, лучшую музыку и лучшую песню.

## Ранние годы жизни
Х. Брюс Хамберстоун родился 18 ноября 1901 года в Буффало, штат Нью-Йорк. Хамберстоун начал сниматься в кино ещё ребенком. Переехав в Голливуд, Хамберстоун работал в различных качествах (рабочим, реквизитором, ассистентом на съёмочной площадке) на нескольких немых вестернах 1920-х годов студии «Двадцатый век Фокс». Затем работал в сценарном отделе и ассистентом таких режиссёров, как Кинг Видор, Эдмунд Гулдинг и Аллан Двон.

## Режиссёрская карьера
В 1932 году Хамберстоун поставил свой первый полнометражный художественный фильм, хоррор-комедию «Незнакомцы вечера». Наиболее удачными фильмами Хамберстоуна середины 1930-х годов стали детектив «Дело о драконе-убийце» (1934) с Уорреном Уильямом и особенно криминальная экшн-драма «Ребёнок в шёлковой шляпке» (1935) с Лью Эйрсом.
Хамберстоун стал известен благодаря постановке нескольких комедийных детективов с участием сыщика китайского происхождения Чарли Чана для студии «Двадцатый век Фокс», таких как «Чарли Чан в опере» (1936), «Чарли Чан на скачках» (1936) и «Чарли Чан на Олимпийских играх» (1937). Известно, что Хамберстоун «разработал неоднозначную „технику“ удержания исполнителя роли Чена, актёра Уорнера Оулэнда в пьяном состоянии, добиваясь того, чтобы он произносил свои реплики с необходимыми для роли медленными и нерешительными модуляциями».
В 1938 году последовали фильм «Чарли Чан в Гонолулу» (1938), в котором роль Чена сыграл Сидни Толер, детектив «Перерыв на убийство» (1938) и криминальная драма «Пока Нью-Йорк спит» (1938).
Вершиной режиссёрской карьеры Хамберстоуна стал один из первых фильмов нуар «Ночной кошмар» (1941), в котором он применил флэшбеки и неожиданные сюжетные повороты, затемнённую контрастную съёмку и угрожающую музыку, создавая на экране атмосферу напряжённости и тревоги. Картину отличала сильная игра актёров Виктора Мэтьюра и Бетти Грейбл, а также удивительно зловещая игра Лэйрда Крегара, который доминировал на экране в роли психически больного детектива
.
Музыкальная комедия «Серенада солнечной долины» (1941) с участием Сони Хени и Джона Пейна была скорее музыкальным ревю с великолепной музыкой в исполнении свинг-бэнда Гленна Миллера. Музыка фильма была выпущена отдельной пластинкой, ставшей настоящим хитом и первой пластинкой, удостоенной названия золотой за тираж, превышающий миллион экземпляров. За этой картиной последовали музыкально-романтические комедии «Исландия» (1942), вновь с Хени и Пейном, «Привет, Фриско, привет» (1943) с участием Элис Фэй и Пейном, а также «Девушка с обложки» (1944), которая была негативно принята критикой, но принесла колоссальную прибыль и обеспечила актрисе Бетти Грейбл статус секс-бомбы.
Одной из лучших картин Хамберстоуна стала музыкальная фэнтези-комедия «Чудо-человек» (1945) с участием Дэнни Кэя и Вирджинии Мейо, которая получила Оскар за лучшие спецэффекты и ещё три номинации на Оскар в музыкальных категориях.
После вестерна «Ярость в Фёрнэйс-крик» (1948) с участием Мэтьюра и Колин Грэй наиболее заметными работами Хамберстоуна были вновь музыкально-романтические комедии, такие как «Весёлая жизнь» (1951) с участием Дэвида Найвена, «Она учится в колледже» (1952) с участием Вирджинии Мейо, Рональда Рейгана и Джина Нельсона и «Пустынная песня» (1953).
В 1955 году Хамберстоун поставил экшн-вестерн «Десять разыскиваемых мужчин» (1955) с участием Рэндольфа Скотта, «после чего переключил своё внимание на постановку телесериалов, найдя время для постановки пары кинофильмов о Тарзане» — «Тарзан и неудачное сафари» (1957) и «Смертельная схватка Тарзана» (1958).
В 1962 году после мелодрамы из жизни рекламного агентства «Мэдисон авеню» с участием Дэны Эндрюса, Элинор Паркер и Джинн Крейн, где Хамберстоун выступал как режиссёром, так и продюсером, он заявил о своём уходе из кино.
.

## Личная жизнь
Х. Брюс Хамберстоун умер в 11 октября 1984 году в Лос-Анджелесе в возрасте 82 лет.

## Фильмография
- 1932 — Незнакомцы вечера / Strangers of the Evening
- 1932 — Преступный круг / The Crooked Circle
- 1932 — Если бы у меня был миллион / If I Had a Million
- 1933 — Прощай, любовь / Goodbye Love
- 1933 — Король джунглей / King of the Jungle
- 1934 — Дело о драконе-убийце / The Dragon Murder Case
- 1934 — Весёлые жёны из Рино / Merry Wives of Reno
- 1935 — Дамы Любовь Опасность / Ladies Love Danger
- 1935 — Ребёнок в шёлковой шляпке / Silk Hat Kid
- 1936 — Три живых приведения / Three Live Ghosts
- 1936 — Чарли Чан на скачках / Charlie Chan at the Race Track
- 1936 — Чарли Чан в опере / Charlie Chan at the Opera
- 1937 — Чарли Чан на Олимпийских играх / Charlie Chan at the Olympics
- 1937 — Шашки / Checkers
- 1938 — Пока Нью-Йорк спит / While New York Sleeps
- 1938 — Перерыв для убийства / Time Out for Murder
- 1938 — Плуты / Rascals
- 1938 — Чарли Чан в Гонолулу / Charlie Chan in Honolulu
- 1939 — Собери свои беды / Pack Up Your Troubles
- 1939 — Извините нас за нервы / Pardon Our Nerve
- 1940 — Счастливый парень из Сиско / Lucky Cisco Kid
- 1940 — Звезда футбольной команды / The Quarterback
- 1941 — Высокий, чёрный, красивый / Tall, Dark and Handsome
- 1941 — Ночной кошмар / I Wake Up Screaming
- 1942 — Серенада Солнечной долины / Sun Valley Serenade
- 1942 — Исландия / Iceland
- 1942 — К берегам Триполи / To the Shores of Tripoli
- 1943 — Привет, Фриско, привет / Hello, Frisco, Hello
- 1944 — Девушка с обложки / Pin Up Girl
- 1945 — Чудо-человек / Wonder Man
- 1945 — В этих стенах / Within These Walls
- 1946 — Три маленькие девочки в голубом / Three Little Girls in Blue
- 1947 — Домашний отрезок / The Homestretch
- 1948 — Ярость в Фёрнэйс-крик / Fury at Furnace Creek
- 1950 — Грешник южного моря / South Sea Sinner
- 1951 — Весёлая жизнь / Happy Go Lovely
- 1952 — Она учится в колледже / She’s Working Her Way Through College
- 1953 — Пустынная песня / The Desert Song
- 1955 — Лиловая маска / The Purple Mask
- 1955 — Десять разыскиваемых мужчин / Ten Wanted Men
- 1957 — Тарзан и неудачное сафари / Tarzan and the Lost Safari
- 1958 — Смертельная схватка Тарзана / Tarzan’s Fight for Life
- 1962 — Мэдисон авеню / Madison Avenue